# Herta Saal
Herta Saal (* 6. November 1910 in Elberfeld; † 13. April 1964 in München, eigentlich verehelichte Herta Saal Schönböck) war eine deutsche Schauspielerin.

## Leben
Saal begann ihre Bühnenlaufbahn 1932 am Salzburger Stadttheater unter der Leitung von Hermann Wlach. Bereits im darauffolgenden Jahr ging sie nach Deutschland zurück und spielte bis zum Zweiten Weltkrieg an Bühnen an der Provinz (Dessau, Kiel) wie in Berlin.
In der Reichshauptstadt trat sie in der Spielzeit 1934/35 an der Volksbühne auf und wirkte in den Stücken Hafenlegende, Die Jungfrau von Orleans (nach Friedrich Schiller) und Bären mit. Während des Krieges fand sie nur vorübergehend Bühnenverpflichtungen (Komödie, Theater am Kurfürstendamm), nach dem Krieg band sie sich an keine Bühne mehr.
Kurz nach ihrer ersten Theaterverpflichtung in Berlin stand Herta Saal 1936 auch erstmals vor Kameras. Doch absolvierte die Elberfelderin fortan nur sporadisch Filmauftritte, die zumeist von minderer Bedeutung waren.
Herta Saal war bis zu ihrem Tod mit Karl Schönböck verheiratet. Aus dieser Ehe entstammte auch die  Tochter, Christine (* 1942). 37 Jahre nach dem Tod seiner Frau starb auch Karl Schönböck. Beide wurden auf dem Münchner Waldfriedhof, Grab (106-W-13), beerdigt.

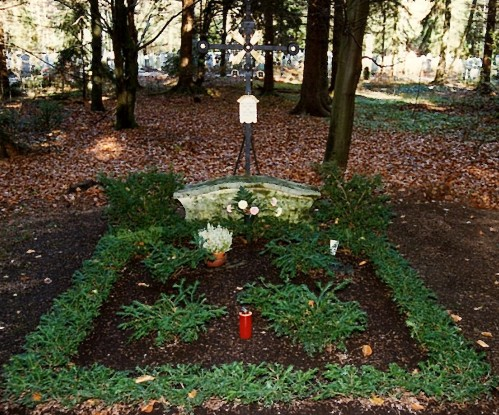
Grabstätte von Herta Saal

## Filmografie
- 1936: Hummel - Hummel
- 1936: Dahinten in der Heide
- 1951: Das seltsame Leben des Herrn Bruggs
- 1953: Ope'rette sich wer kann (TV)
- 1956: Heute heiratet mein Mann
- 1963: Liebe will gelernt sein
- 1963: Meine Tochter und ich
- 1964: Das Souvenir (TV)
- 1964: Zweierlei Maß (TV)